# Laboulbenia loxomeri
Laboulbenia loxomeri är en svampart som beskrevs av M.B. Hughes & A. Weir 2004. Laboulbenia loxomeri ingår i släktet Laboulbenia och familjen Laboulbeniaceae.   Inga underarter finns listade i Catalogue of Life.